# Reichsbahn SG Gleiwitz
Reichsbahn SG Gleiwitz was een Duitse voetbalclub uit Gleiwitz, Silezië, dat tegenwoordig de Poolse stad Gliwice is.

## Geschiedenis

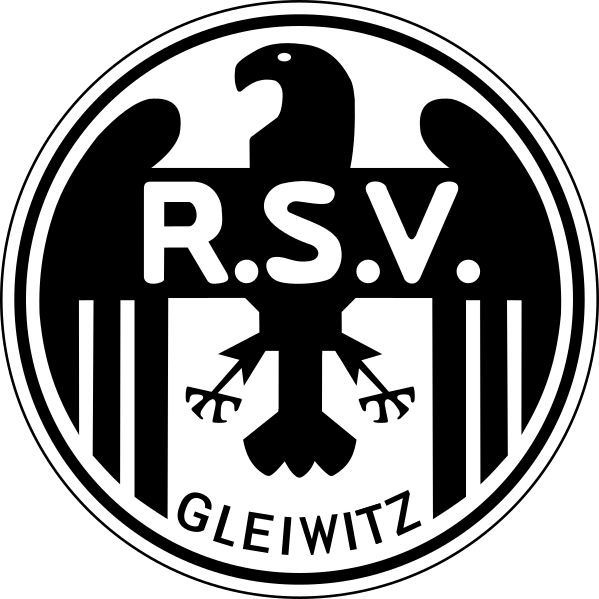
Oud logo.
(1928-1939)

De club werd in 1926 opgericht als Eisensbahner SV Gleiwitz. 1928 de club veranderde de naam in Reichsbahn SV Gleiwitz. In 1930 promoveerde de club naar de tweede klasse van de Opper-Silezische competitie. Na twee seizoenen in de middenmoot eindigde de club tweede achter SV Delbrückschächte Hindenburg. Na dit seizoen werd de competitie hervormd en werd de Gauliga Schlesien ingevoerd als nieuwe hoogste klasse. Door de goede plaats kwalificeerde de club zich voor de Bezirksliga Oberschlesien. Na een zesde en een derde plaats werd de club in 1936 kampioen en nam deel aan de promotie-eindronde met SC Hertha Breslau en MSV Cherusker Görlitz en werd hier eerste waardoor ze promoveerden.
1939 de club veranderde de naam in Reichsbahn SG Gleiwitz. De club eindigde enkele jaren in de middenmoot en werd in 1940 laatste. De club speelde een speciale eindronde voor het behoud met twee clubs uit Oost-Opper-Silezië, dat in 1939 geannexeerd werd van Polen. Nieuwkomers FV Germania Königshütte en TuS Schwientochlowitz waren echter te sterk voor de club waardoor ze degradeerden. Het volgende seizoen werden ze ook laatste in de Bezirksliga. Nadat de Gauliga werd opgesplitst speelde de club in de 1. Klasse Oberschlesien en werd nu tweede. In 1943 nam de club nog deel aan de promotie-eindronde, maar werd hierin laatste.
Na de oorlog werd Gleiwitz een Poolse stad en de club werd ontbonden.